# 시키 (w-inds.의 노래)
《사계》(일본어: 四季,しき / 시키)는 w-inds.의 13번째 싱글이다. 2004년 10월 6일 FLIGHT MASTER(포니 캐년)에서 발매하였다.

## 개요
오리콘 싱글 차트 2위를 기록하였으며, 현재까지도 판매량이 10만 장을 돌파하였다.
싱글 타이틀곡은 하야마 히로아키가 담당하였으며 하야마 히로아키의 악곡제공은 싱글 《NEW PARADISE》 이후 약 2년 만이다.
커플링 곡은 2006년, 한국의 밴드 트랙스가 앨범 《초우》의 수록곡인 〈Sad Wedding Song〉이라는 제목으로 한국어로 리메이크 했다.
이 곡으로 《NHK 홍백가합전》에 3년 연속으로 참가하였으며, 당시에는 모닝구무스메, W와 대결했다.
또한 CD에서는 타치바나 케이타의 파트였던 부분을 라이브 때에는 오가타 류이치가 부르는 경우도 있다.
초회한정반은 CD+DVD로 발매되었으며, 초회한정반 DVD에는 자켓촬영 현장, 라이브 VHS&DVD의 예고편이 수록되어 있다.

## 수록곡
1. 사계(일본어: 四季)
(작사, 작곡, 편곡 : 하야마 히로아키)
2. 영원의 도중(일본어: 永遠の途中)
(작사 : shungo. / 작곡 : Johan Fransson, Tim Larsson, Niklas Edberger, Tobias Lundgren(Hurricane Production) / 편곡 : 후루카와 노조미, 호시노 타케후미)
3. 사계(일본어: 四季) (Instrumental)
(작곡, 편곡 : 하야마 히로아키)
4. 영원의 도중(일본어: 永遠の途中) (Instrumental)
(작곡 : Johan Fransson, Tim Larsson, Niklas Edberger, Tobias Lundgren(Hurricane Production) / 편곡 : 후루카와 노조미, 호시노 타케후미)

## 차트 성적
- 최고순위 2위 (오리콘)

## 타이업
사계(四季):Mnet 《MKMF 2006》 퍼포먼스 송